# Ingalls Building
El Ingalls Building, construido en 1903 en Cincinnati (Estados Unidos), es el primer rascacielos de hormigón armado del mundo. El edificio de 16 pisos fue diseñado por el estudio de arquitectura de Cincinnati Elzner & Anderson y recibió su nombre de su principal inversor financiero, Melville E. Ingalls. El edificio se consideró una hazaña de ingeniería audaz en ese momento, pero su éxito contribuyó a la aceptación de la construcción de hormigón en edificios de gran altura en los Estados Unidos. Se convirtió en un hotel, el Courtyard by Marriott Cincinnati Downtown, en 2021.
Está bordeado por las calles 4 Este y Vine en el Distrito Comercial Central de Cincinnati.

## Superando el escepticismo
Antes de 1902, la estructura de hormigón armado más alta del mundo tenía solo seis pisos de altura. Dado que el hormigón posee una resistencia a la tracción (tracción) muy baja, muchas personas tanto del público como de la comunidad de ingenieros creían que una torre de hormigón tan alta como el plan para el edificio Ingalls colapsaría bajo las cargas del viento o incluso por su propio peso. Cuando se completó el edificio y se quitaron los soportes, un reportero supuestamente permaneció despierto toda la noche para ser el primero en informar sobre la desaparición del edificio.
Sin embargo, Ingalls y el ingeniero Henry N. Hooper estaban convencidos de que el sistema de Ernest L. Ransome de vaciar barras de acero corrugado dentro de losas de concreto como refuerzo (patentado en 1884) y vaciar losas, vigas y viguetas como una unidad les permitiría crear una estructura rígida. Los arquitectos también valoraron el ahorro de costos y las ventajas de protección contra incendios del concreto sobre la construcción con estructura de acero. Finalmente, después de dos años de convencerlo, los funcionarios de la ciudad le otorgaron a Ingalls un permiso de construcción y el trabajo comenzó.

## Construcción
Hooper diseñó una "caja de hormigón monolítica de paredes de 200 mm, con pisos y techo de hormigón, vigas de hormigón, columnas de hormigón, escaleras de hormigón, sin acero. Consiste simplemente en barras incrustadas en hormigón, con los extremos entrelazados".
La cantidad de hormigón producido durante la construcción 76 m³ en cada turno de diez horas) estaba limitada por la velocidad a la que los constructores podían colocarlo. Se utilizó una mezcla extra húmeda para asegurar un contacto completo con las barras de refuerzo y una densidad uniforme en las columnas. Las losas del piso se vertieron sin juntas a razón de tres pisos por mes. Las columnas miden 760 x 860 mm para los primeros diez pisos y 300 x 300 mm para el resto. Se utilizaron tres conjuntos de formas, rotando desde la parte inferior hasta la parte superior del edificio cuando el hormigón se había curado. Completado en ocho meses, el edificio terminado mide 15 x 30 m en su base y 64 m de altura.
Los muros exteriores de hormigón tienen 200 mm de espesor en losas enteras de 5 x 5 m con un revestimiento de 100 a 150 mm de espesor. El exterior de estilo Beaux Arts Classic está cubierto en los primeros tres pisos con mármol blanco, en los siguientes once pisos con ladrillo gris vidriado, y en el piso superior y la cornisa con terracota blanca vidriada.

## Estado de referencia
Todavía en uso hoy en día, el edificio fue designado Monumento Histórico Nacional de Ingeniería Civil en 1974 por la Sociedad Estadounidense de Ingenieros Civiles. En 1975, fue agregado al Registro Nacional de Lugares Históricos.

## Conversión de condominio propuesta
El edificio fue comprado el 17 de enero de 2013 por CLA OH LLC (una filial de Claremont Group, una empresa de desarrollo inmobiliario con sede en la ciudad de Nueva York) de CapCar Realty 1.1 LLC, por 1,45 millones de dólares. En noviembre de 2013, el director ejecutivo de Claremont Group, Perry Chopra, reveló sus intenciones de convertir el edificio de oficinas en 40 o 50 condominios, con tiendas minoristas en la planta baja. Sin embargo, en abril de 2015, un corredor de bienes raíces anunció que el edificio estaba nuevamente a la venta, luego de que Claremont Group decidiera no ejecutar el proyecto de condominio. Se convirtió en un hotel, el Courtyard by Marriott Cincinnati Downtown, en 2021.